# The Lovely Feathers
The Lovely Feathers est un groupe de rock indépendant canadien, originaire de Montréal, au Québec.

## Biographie
The Lovely Feathers attire l'attention en remportant un concours de rock indépendant présenté par le bar-spectacle Le Swimming à Montréal en août 2004. Pour entrer dans la compétition, le groupe se presse d'enregistrer un premier album, My Best Friend Daniel. Le titre du disque est une référence à Daniel Suss, le claviériste original du groupe, qui devra s'absenter en 2005 alors qu'il séjourne à Singapour. 
À son retour, le groupe entre en studio pour enregistrer Hind Hind Legs, leur premier album studio. Le disque, qui comprend cinq versions retravaillées de morceaux endisqués sur My Best Friend Daniel, paraît le 18 avril 2006 sur le nouveau label Equator Records, dont ils sont les deuxièmes recrues après Islands. Souvent comparé aux Unicorns, l'ancien groupe de Nick Diamonds du groupe Islands, The Lovely Feathers complète sa première tournée nord-américaine en 2006, sillonnant le Canada et les États-Unis en compagnie de Metric. 
En juin 2009, leur album Fantasy of the Lot est publié. L'album est plus développé et consistent que ses prédécesseurs,,. The Lovely Feathers réalise ensuite deux clips : Frantic, leur single de Hind Hind Legs ; et Lowiza issu de Fantasy of the Lot. Après 2010, le groupe se met en pause, mais revient jouer en 2014 au Divan Orange, à Montréal.

## Membres
- Mark Kupfert - voix, guitare
- Richard Yanofsky - voix, guitare
- Noah Bermanoff - basse
- David Buzaglo - claviers, voix
- Daniel Suss - claviers, voix
- Ted Suss - batterie
- Ryan Miles - violoncelle

## Discographie
- 2004 : My Best Friend Daniel
- 2006 : Hind Hind Legs